# Аптраково
Аптра́ково (рос. Аптраково, башк. Аптраҡ) — присілок у складі Мелеузівського району Башкортостану, Росія. Адміністративний центр Аптраковської сільської ради.
Населення — 312 осіб (2010; 356 в 2002).
Національний склад:
- башкири — 97%